# نشانه گاورز
نشانهٔ گاورز یک علامت پزشکی است که نشان دهنده ضعف عضلات پروگزیمال، یعنی عضلات اندام تحتانی است. این علامت بیماری را توصیف می‌کند که به دلیل ضعف عضلات لگن و ران مجبور است از دست‌ها و بازوهای خود برای «بلند کردن» بدن خود از حالت چمباتمه استفاده کند.
این نام از ویلیام ریچارد گاورز گرفته شده‌است.

## انجمن‌ها
نشانهٔ گاورز به‌طور کلاسیک در دیستروفی عضلانی دوشن دیده می‌شود که بیشتر در ۴ تا ۶ سالگی مشهود است، اما خود را در centronuclear myopathy، دیستروفی میوتونیک و سایر شرایط مرتبط با ضعف عضلانی پروگزیمال، از جمله دیستروفی عضلانی بکر، درماتومیوزیت و بیماری پومپ نیز نشان می‌دهد. برای انجام این تست، بیمار به دور از هر گونه اشیایی که می‌تواند برای کشیدن خود به حالت ایستاده استفاده شود، روی زمین قرار می‌گیرد. همچنین در آزمایش پاراپلژی استفاده می‌شود.